# 1172

## Догађаји
- Април–мај – Бела III се враћа у Мађарску – где га мађарско племство проглашава за краља, након смрти (вероватно од тровања) његовог старијег брата Стефана III, 4. марта.
- Српски велики жупан Стефан Немања признаје власт византијског цара Манојла Комнина.
- 28. мај – Дуж Витале ІІ Микијел, оптужен на Генералној скупштини у Дукалној палати за уништење млетачке флоте, избоден је ножем од стране разјарене руље у Венецији.
- Лето – Четрнаестогодишњи Ричард (касније Ричард I од Енглеске) формално је признат за војводу од Аквитаније. Церемонија се одржава у цркви Светог Иларија у Поатјеу.
- Муслиманска побуна је угушена у Праду у Каталонији; овај догађај означава крај смиривања земаља које је недавно освојио гроф Рамон Беренгер IV .
- 17. април – Хенри II прима почаст од ирских принчева међу којима је и Домнал Мор Уа Бријан, краљ Минстера. Он додељује Хјуу де Лејсију господарство над Митом (или Мидом) за пружање услуга 50 витезова.
- Краљ Енглеске Хенри II и Хумберт III, гроф Савојски („Блажени“) пристају на брак својих наследника, Џона и Алисије. До савеза никада не долази јер Хенријев старији наследник, Хенри млади краљ, постаје љубоморан због замкова у краљевству које је Хенри обећао пару. Он организује побуну коју ће Хенрију требати две године да угуши. До тада ће Алисија умрети.
- Лето – Емир Нур ал-Дин започиње двогодишњи рат против Данишмендида. Ствара тампон зону између сиријског краљевства и Египта. У међувремену, ослобађа грофа Рејмонда од Триполија за износ од 80.000 динара.
- Зима – Нубијци су укључени у низ окршаја дуж границе у Горњем Египту. Снаге курдских трупа под командом Туран-Шаха, брата Саладина, нападају Нубијце. Он поставља гарнизон у Каср Ибриму.[5] 21. мај – Хенри II од Енглеске покаје се у катедрали у Авраншу за убиство Томаса Бекета.
- 27–28. септембар – Споразум у Авраншу: Папа Александар III шаље Алберта ди Морау на Сабор у Авраншу да истражи контроверзу око Бекета. Хенри II је ослобођен осуде за Бекетово убиство због покајања и заклиње се да ће кренути у крсташки рат. Поништава две контроверзне клаузуле Кларендонског устава и мири се са папством.
- Сабор у Кашелу у Ирској усклађује келтско хришћанство са Католичком црквом.

## Смрти
- Витале ІІ Микијел

- Стефан III Угарски